# 美森けい
美森 けい（みもり けい、1985年11月30日または、1991年6月17日 - )は、日本のAV女優。アロハプロモーション所属。

## 経歴・人物
2014年7月に「宮崎愛莉（みやざき あいり）」としてAVデビュー。「宮崎愛莉」のプロフィールは、1991年6月17日生、東京都出身、血液型:AB型、身長:169cm、スリーサイズ:89-58-90、趣味・特技:映画鑑賞・料理、水泳。
マキシングの専属女優として8作品に出演し活動を休止。
その他、海外向け無修正作品にも多数出演。また、2016年に新作が1作品発売されている。
2020年2月、マドンナの専属女優「美森けい」として再デビュー。「美森けい」のプロフィールは、1984年生または、1985年10月30日生となっている。なお、同月中にE-BODYからもデビュー作（「けい」名義）が発売されている。
マドンナ専属は1作品のみで、以降は企画単体女優として活動している。

## 出演作品

### アダルトDVD

#### 宮崎愛莉 名義
2014年
- 新人 NEW FACE 宮崎愛莉 某有名ミスコンファイナリストに選ばれた逸材が緊急デビュー! もちもち美肌、Gカップ美乳、高身長… 才色兼備の彼女がAV業界に転向した胸の内とは!?（7月16日、MAXNG）
- 肉食系エログラマラス（8月16日、MAXNG）
- 幻の競泳水着×宮崎愛莉（9月16日、MAXNG）
- 女教師レイプ地獄（10月16日、MAXNG）
- 日焼けあと×スプラッシュFUCK（11月16日、MAXNG）
- 宮崎愛莉×ボンテージQUEEN（12月16日、MAXNG）

2015年
- イキまくる絶頂女神。（1月16日、MAXNG）
- ごっくん解禁!（2月16日、MAXNG）

2016年
- Gカップ美巨乳 愛莉が自ら肉ビラ広げてハメ懇願 勃起棒に子宮奥貫かれ全身痙攣連続アクメ（2月1日、Red Cat）

#### 美森けい 名義
2020年
- 某有名化粧品メーカーの広告モデル 純白美肌の人妻 美森けい 34歳 AVデビュー!!（2月7日、マドンナ）
- 清楚に見えて日本一エロい人妻。 長身172cmスーパープロポーションGカップ けいさん34歳 E-BODYデビュー（2月13日、E-BODY）※「けい」名義
- 顔出しMM号 美人妻限定 ザ・マジックミラー 清楚な奥様に白濁汁が溢れ出るまでイってもやめないデカチン追撃ピストン! 5 in 池袋 短小チ○ポの旦那とのマンネリ生活で刺激が欲しい欲求不満マ○コが連続本気イキ! 合計64回!（2月19日、DEEP'S）※オムニバス作品、他出演5名
- NTR好きの夫公認 種付けSEX 4本番!! 人妻中出し不倫温泉（3月13日、KANBi）
- 隣の奥さんからのおみまい（4月1日、熟女卍）※オムニバス作品、他出演1名
- 駄目夫の為に自ら男達に躰を差し出し肉欲処理女にされる献身妻（4月9日、ヒビノ）
- 夫の上司に抱かれ子づくりしてしまった妻（4月13日、ながえSTYLE）
- 母子交尾 【磐城石川路】（4月19日、ルビー）
- 熟女限定 熟女が部屋にやって来た お持ち帰り盗撮 そのままAV発売へ 28 美巨乳四十路妻たちに妊娠中出し編（4月19日、熟女卍）※「真美」名義、オムニバス作品、他出演1名
- いやらしい人妻 美森けい 旦那に言われるまま単独さんに寝取られている人妻が、集大成としてAV出演して他人棒で圧巻のイキまくり49回（10月7日、ティーチャー）

### VR
- NTR 単独さんの他人棒によがり狂う妻にガチガチが止まらない（2020年3月13日、ちんちんVR）

### アダルトサイト
FANZA
- いやらしい人妻 旦那に言われるまま単独さんに寝取られている人妻が、集大成としてAV出演して他人棒で圧巻のイキまくり49回（2020年3月13日、ティーチャー）

### イメージDVD
- Airi 肉食系エロスナイパー（2014年9月4日、REBecca）